# Dresdentriptyken
Dresdentriptyken eller Triptyk med Madonnan med barnet, Katarina av Alexandria och ärkeängeln Mikael med donator är en oljemålning av den flamländske konstnären Jan van Eyck. Den målades 1437 och ingår sedan 1933 i samlingarna på Gemäldegalerie Alte Meister i Dresden. 
Jan van Eycks triptyk är en altartavla med två flygeldörrar som är bemålade på båda sidorna. Mittpanelen (corpus) visar den tronande Madonnan med barnet i en kyrka. Det är en romansk basilika där sidoskeppen avgränsas av kolonner med korintiska kapitäl. På golvet ligger en matta med geometriska mönster som leder fram till Jungfru Marias tron. På den vänstra panelen avbildas ärkeängeln Mikael med en okänd donator, det vill säga beställare av altartavlan. Till höger syns Katarina av Alexandria vars attribut hjulet och svärdet identifierar henne. På sidpanelernas utsida, som syns om flygeldörrarna är stängda, skildras bebådelsen i grisailleteknik. På träramarna, som är original, är verket signerat och daterat Johannes de eyck me fecit et c(o)mplevit Anno Dm M• CCCC• XXXVI• ALC• IXH• XAN. Dess tämligen små dimensioner (33 cm hög) tyder på att den varit avsedd för privat andakt och inte till en kyrka.

## Detaljer

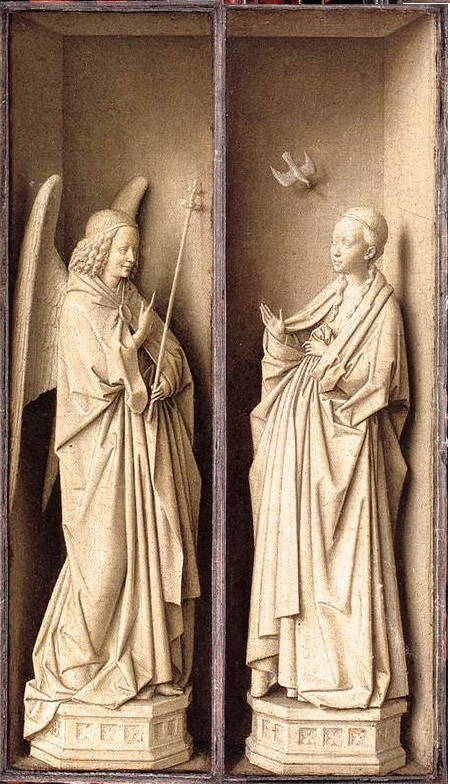
På sidopanelernas utsida, som syns om flygeldörrarna är stängda, skildras bebådelsen i grisailleteknik. Till vänster avbildas ärkeängeln Gabriel och till höger Jungfru Maria. Duvan symboliserar Den Helige Anden.